# ابا (جمهوری آفریقای مرکزی)
ابا (به لاتین: Abba) یک منطقهٔ مسکونی در جمهوری آفریقای مرکزی است که در نانا-مامبره واقع شده‌است.